# Броа (Марна)
Броа (фр. Broyes) насеље је и општина у североисточној Француској у региону Шампањ-Арден, у департману Марна која припада префектури Еперне.
По подацима из 2011. године у општини је живело 362 становника, а густина насељености је износила 23,75 становника/km². Општина се простире на површини од 15,24 km². Налази се на средњој надморској висини од 230 метара.

## Демографија
| 1962. | 1968. | 1975. | 1982. | 1990. | 1999. | 2011. |
| ----- | ----- | ----- | ----- | ----- | ----- | ----- |
| 470   | 487   | 454   | 463   | 436   | 374   | 362   |

График промене броја становника у току последњих година